# Pronous
Pronous es un género de arañas araneomorfas de la familia Araneidae. Se encuentra en  Sudamérica con dos especies en Malasia y Madagascar.

## Lista de especies
Según The World Spider Catalog 12.0::
- Pronous affinis Simon, 1901
- Pronous beatus (O. Pickard-Cambridge, 1893)
- Pronous colon Levi, 1995
- Pronous felipe Levi, 1995
- Pronous golfito Levi, 1995
- Pronous intus Levi, 1995
- Pronous lancetilla Levi, 1995
- Pronous nigripes Caporiacco, 1947
- Pronous pance Levi, 1995
- Pronous peje Levi, 1995
- Pronous quintana Levi, 1995
- Pronous shanus Levi, 1995
- Pronous tetralobus Simon, 1895
- Pronous tuberculifer Keyserling, 1881
- Pronous valle Levi, 1995
- Pronous wixoides (Chamberlin & Ivie, 1936)

## Publication originale
- Keyserling, 1881: Neue Spinnen aus Amerika. II. Verhandlungen der kaiserlich-königlichen zoologisch-botanischen Gesellschaft in Wien, vol.30, p.547-582.